# Kopalina (Dobromierz)
Kopalina – przysiółek wsi Dobromierz w Polsce położony w województwie świętokrzyskim, w powiecie włoszczowskim, w gminie Kluczewsko.
Wierni Kościoła rzymskokatolickiego należą do parafii św. Jakuba w Stanowiskach.